# Gamma-Aminovajsav
A γ-aminovajsav (röviden GABA az angol gamma-aminobutyric acid-ból) egy többnyire gátló hatású neurotranszmitter számos különböző fajban. A humán központi idegrendszerben és a retinában ez az egyik fő gátló neurotranszmitter.

## Működés
A gerincesek agyában a GABA gátló szinapszisokon hat.
A GABA specifikus transzmembrán receptorokhoz kötődik mind a pre- mind a posztszinaptikus neuronok membránján. Ez a kötődés ioncsatornák megnyílásához vezet, melyeken vagy negatív töltésű kloridionok áramlanak be, vagy pozitív töltésű kálium ionok áramlanak kifelé a sejtből. Ez negatív irányba tolja a membránpotenciált és hiperpolarizációhoz vezet.
A GABA receptornak három nagyobb csoportja ismert: a GABAA és GABAC (mai nevén GABAA-ρ) ionotróp receptorok, melyek maguk is ioncsatornák, és a GABAB metabotróp receptorok, melyek G-protein-kapcsolt receptorok és a G-proteinek segítségével nyitnak meg más ioncsatornákat.

## GABAerg szerek
- GABAA-agonisták: kis dózisban szorongásgátló hatásuk van, nagyobb mennyiségben izomlazítók, altatók.
  - aktív oldali agonisták: GABA
  - nem aktív oldali agonisták: benzodiazepinek (pl. alprazolám), barbiturátok (barbitursav), propofol, alkohol
- GABAA-antagonisták: cikutoxin, flumazenil, furoszemid, tujon
- GABAB-agonisták: GABA, GHB
- GABAB-antagonisták
- GABA-visszavétel-gátlók: gabakulin
- GABA-transzamináz-gátlók: gabakulin, valproinsav, citromfű
- GABA-analógok: pregabalin
- egyéb: GABA